# فراطبیعی (مجموعه تلویزیونی)
فراطبیعی (انگلیسی: Supernatural) یک مجموعه آنتولوژی تلویزیونی بریتانیایی است که در سال ۱۹۷۷ منتشر شد.

## بازیگران
- رابرت هاردی
- شینید کیوسک
- ایزابل دین
- چارلز کی
- چارلز کیتینگ
- آماندا باکسر
- بیلی وایتلا
- ایان هندری
- ادوارد هاردویک
- جرمی برت
- لسلی-آن داون
- دنهلم الیوت
- جان آزبرن
- کاتلین نسبیت
- نورما وست
- کاترین شل
- جودی کرنول
- لوئیس فیاندر
- ازموند نایت
- گوردون جکسون
- کاتلین بایرون
- ولادک شیبال
- پولین مورن
- سیدنی بروملی
- جرمی کلاید
- دیوید راب
- جاناتان هاید